# Perralderia paui
Perralderia paui là một loài thực vật có hoa trong họ Cúc. Loài này được Font Quer mô tả khoa học đầu tiên năm 1929.